# Endless Pain
Endless Pain debitantski je studijski album njemačkog thrash metal sastava Kreator. Objavljen je u listopadu 1985. godine, a objavila ga je diskografska kuća Noise Records.
Album kombinira elemente ranog black metala i thrash metala, stvarajući tako jedinstveni thrash zvuk s utjecajem ranog black metala. Na albumu, Petrozza i Reil obojica preuzimaju uloge glavnog vokala.
Iako je među nekim kritičarima naišao na loše recenzije, među obožavateljima je bio dobro prihvaćen, te se danas smatra klasikom.

## Popis pjesama
Tekstovi i glazba: Fioretti, Petrozza i Reil. 
| 1. | »Endless Pain«       | 3:32 |
| 2. | »Total Death«        | 3:28 |
| 3. | »Storm of the Beast« | 5:01 |
| 4. | »Tormentor«          | 2:56 |
| 5. | »Son of Evil«        | 4:16 |

| Druga strana | Druga strana     | Druga strana | Druga strana | Druga strana | Druga strana | Druga strana | Druga strana | Druga strana | Druga strana |
| Br.          | Skladba          | Trajanje     |              |              |              |              |              |              |              |
| ------------ | ---------------- | ------------ | ------------ | ------------ | ------------ | ------------ | ------------ | ------------ | ------------ |
| 6.           | »Flag of Hate«   | 4:42         |              |              |              |              |              |              |              |
| 7.           | »Cry War«        | 3:45         |              |              |              |              |              |              |              |
| 8.           | »Bone Breaker«   | 2:58         |              |              |              |              |              |              |              |
| 9.           | »Living in Fear« | 3:12         |              |              |              |              |              |              |              |
| 10.          | »Dying Victims«  | 4:51         |              |              |              |              |              |              |              |
| 38:40        |                  |              |              |              |              |              |              |              |              |

## Zasluge
Kreator
- Ventor – bubnjevi, vokali (na pjesmama 1, 3, 5, 7 i 9)
- Mille Petrozza – gitara, vokali (na pjesmama 2, 4, 6, 8 i 10), remastering
- Roberto Fioretti – bas-gitara

Ostalo osoblje
- Fred Baumgart – fotografija
- Jürgen Crasser – remastering
- Maren Kumpe – raspored ilustracija
- Phil Lawvere – omot albuma
- Horst Müller – produciranje, inženjer zvuka, miksanje
- Karl-U. Walterbach – izvršni producent